# Трьошников Олексій Федорович
Олексі́й Фе́дорович Трьо́шников (рос. Алексей Фёдорович Трёшников; 1 (14) квітня 1914, с. Павловка Симбірської губернії (нині Баришського району Ульяновської області) — 18 листопада 1991, Санкт-Петербург) — радянський океанолог, географ, дослідник Арктики та Антарктики. Доктор географічних наук (1963), професор (1967), академік АН СРСР (1981).

## Біографія
Після закінчення географічного факультету Ленінградського державного університету в 1939 році працював в Арктичному і Антарктичному науково-дослідному інституті, директором якого був з 1960 по 1981 рік.
У цей період в Арктиці проводилися активні дослідження, а з середини 1970-х років почався новий етап активної практичної роботи, пов'язаної із створенням нових криголамів типу «Арктика». Введення в дію цих кораблів дозволило виконувати цілорічну навігацію по Північному морському шляху. Одним з перших рейсів «Арктики» став похід на Північний полюс в 1977 році, на кораблі вирушило три групи ААНІІ на чолі з полярником І. П. Романовим. Інтерес до цього напрямку був досить великий, і О. Ф. Трьошников спільно з І. П. Романовим представили доповідь про підсумки гідрометеорологічного забезпечення на засіданні колегії в Головному управлінні Гідрометслужби СРСР.
Учасник 22-х експедицій в Арктику й Антарктику. Учасник високоширотних повітряних експедицій «Північ-2» і «Північ-4». Начальник дрейфуючої станції «Північний полюс-3» (1954—1955), 2-й та 13-ї радянських антарктичних експедицій АН СРСР (1956—1958 і 1967—1968).
З 1964 року — віце-президент, з 1977 по 1991 рік — президент Географічного товариства СРСР.
З 1981 по 1991 рік завідувач кафедри океанології Ленінградського університету.
З 1982 року директор Інституту озерознавства АН СРСР.
Учасник створення Атласу Антарктики (1966—1969), головний редактор Атласу Арктики, Географічного енциклопедичного словника (1988—1989).
Помер 18 листопада 1991 року в Санкт-Петербурзі і похований на кладовищі в Комарово.

## Нагороди
- Герой Соціалістичної Праці (1949).
- Державна премія СРСР за участь в складанні «Атласу Антарктики» (1971).
- Золота медаль ім. Літке і Велика золота медаль Географічного товариства СРСР.
- 3 ордени Леніна, орден Жовтневої Революції, орден «Знак Пошани», медалі.